# Joseph Guibord
Pour les articles homonymes, voir Guibord.
Joseph Guibord est un typographe québécois né à Sainte-Anne-de-Varennes (aujourd'hui Varennes) le 31 mars 1809 et mort le 18 novembre 1869 à Montréal.
Il a contribué à la fondation de l'Institut canadien de Montréal. Cet institut avait été créé par de jeunes libéraux, dans le but notamment d'avoir accès à certaines œuvres provenant des auteurs du siècle des Lumières tels que Diderot, Montesquieu et Voltaire qui avaient été mises à l'index par l'Église catholique.

## Biographie
Joseph Guibord naît le 31 mars 1809 à Sainte-Anne-de-Varennes dans la région de Montérégie. Son père se nomme Paul Guibord, dit Archambault et sa mère Marie-Anne Célerier, dite Roch.  Il se marie à Montréal, le 2 juin 1828, à Henriette Brown.  
En 1823, Joseph Guibord devient l’apprenti de l'imprimeur Nahum Mower. Les deux signent un contrat d'une durée de sept ans. Guibord ne reçoit pas de rémunération pour sa formation. En revanche, Mower le loge et le nourrit.  
En 1838, Joseph Guibord imprime à Montréal avec John Lovell le journal le Populaire.
Il travaille comme typographe puis contremaître à l'imprimerie de Louis Perrault.
En 1854, il réalise l’impression d'un catéchisme dans une langue autochtone usant du processus de stéréotypie, à la demande du missionnaire André-Marie Garin, travaillant dans les Territoires du Nord-Ouest, ce catéchisme pouvant être considéré comme le premier texte usant de ce processus au pays.
Il agit comme typographe pour le journal Le Pays et comme membre et vice-président de l'Institut canadien de Montréal. Joseph Guibord décède à Montréal le 18 novembre 1869.

## L'affaire Guibord

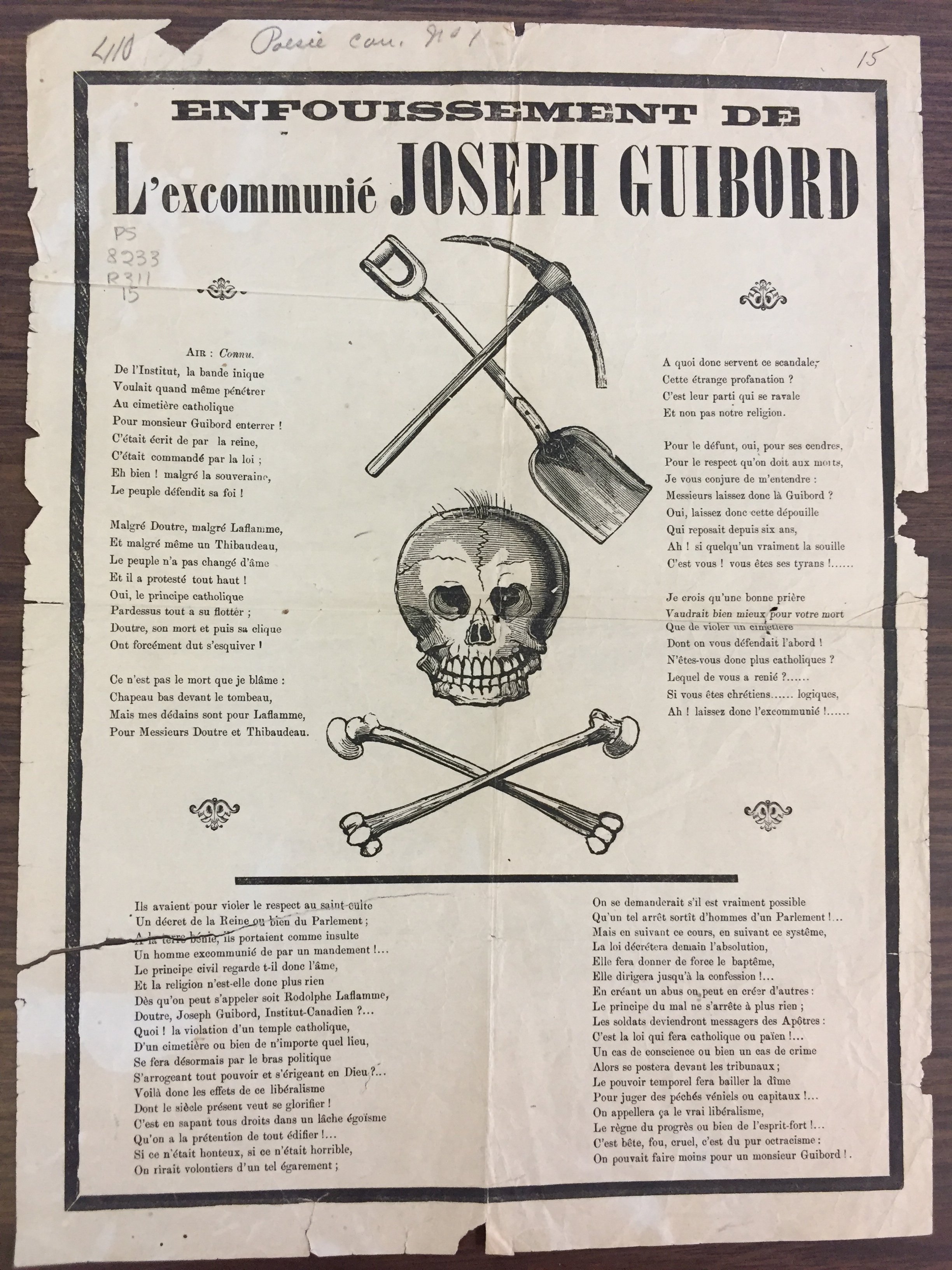
L'affaire Guibord suscita une abondante production pamphlétaire, comme cette chanson anonyme, Enfouissement de l'excommunié Joseph Guibord (1875), publiée par un opposant à l'inhumation du défunt en terre catholique

### L'Institut canadien de Montréal
L’Institut canadien de Montréal est fondé en 1844. Il s'agit d’une des nombreuses associations culturelles qui voient le jour au milieu du XIXe siècle. Ces associations, généralement équipées d’une bibliothèque, promeuvent la lecture, la culture, les échanges et les débats. À la même époque, le Québec assiste à une montée du courant religieux de l'ultramontanisme. Le clergé cherche à combattre les idées associées au libéralisme, comme la liberté et la laïcité. Il tente par exemple de censurer les lectures proposées dans les bibliothèques des associations culturelles. La majorité d’entre elles se plient à l’autorité ecclésiastique, contrairement à l’Institut canadien de Montréal, dont les dirigeants affichent un libéralisme de plus en plus radical. Pour les membres de l’Institut, chaque personne devrait pouvoir choisir ses lectures, s’en faire sa propre opinion. La collection de la bibliothèque de l’Institut comprend des livres à l’Index, comme les romans d’Alexandre Dumas père et d’Eugène Sue.
Une tension s’installe entre l'Institut et le clergé, auquel appartient Monseigneur Ignace Bourget, l'évêque de Montréal, et elle s’accentue avec les années. En juillet 1869, à l’instigation de Mgr Bourget, les autorités religieuses à Rome mettent l’Annuaire de l’Institut canadien pour 1868 à l’Index et interdisent aux catholiques d’être membres de l’Institut, au risque d’être excommuniés. En octobre 1869, l’institut porte en appel cette condamnation. À ce moment, Mgr Bourget est en visite à Rome depuis plusieurs mois, et le grand vicaire Alexis-Frédéric Truteau dirige le diocèse de Montréal en son absence. Dans un échange épistolaire reçu par Truteau le 17 novembre 1869, Bourget rappelle que les membres de l'Institut ne peuvent recevoir l'absolution avant de mourir.
Joseph Guibord meurt le 18 novembre 1869. Le grand vicaire Truteau refuse que la dépouille de Guibord soit enterrée en terre catholique au cimetière Côte-des-Neiges, car le défunt était membre de l'Institut. En revanche, il autorise l’inhumation dans la partie du cimetière destinée aux inconnus, aux enfants morts sans baptême et aux criminels.

### Les procédures judiciaires
Henrietta Brown, veuve de Guibord, n'accepte pas cette exclusion et porte l'affaire devant les tribunaux. Cette lutte juridique deviendra ce qu'on nomme aujourd'hui l'affaire Guibord. Joseph Doutre, l'avocat de Mme Brown, gagne sa cause le 2 mai 1870 devant le juge Charles-Elzéar Mondelet de la Cour supérieure. Cette décision sera réfutée par la Cour de révision le 2 septembre de la même année, et par la Cour d'appel le 7 septembre 1871. Henrietta Brown décède le 24 mars 1873. L’Institut canadien de Montréal hérite de ses biens, et les membres de l’association continuent les procédures judiciaires. Le 21 novembre 1874, le comité judiciaire du Conseil privé de Londres donne gain de cause à l’Institut,. 

### L'enterrement de Joseph Guibord

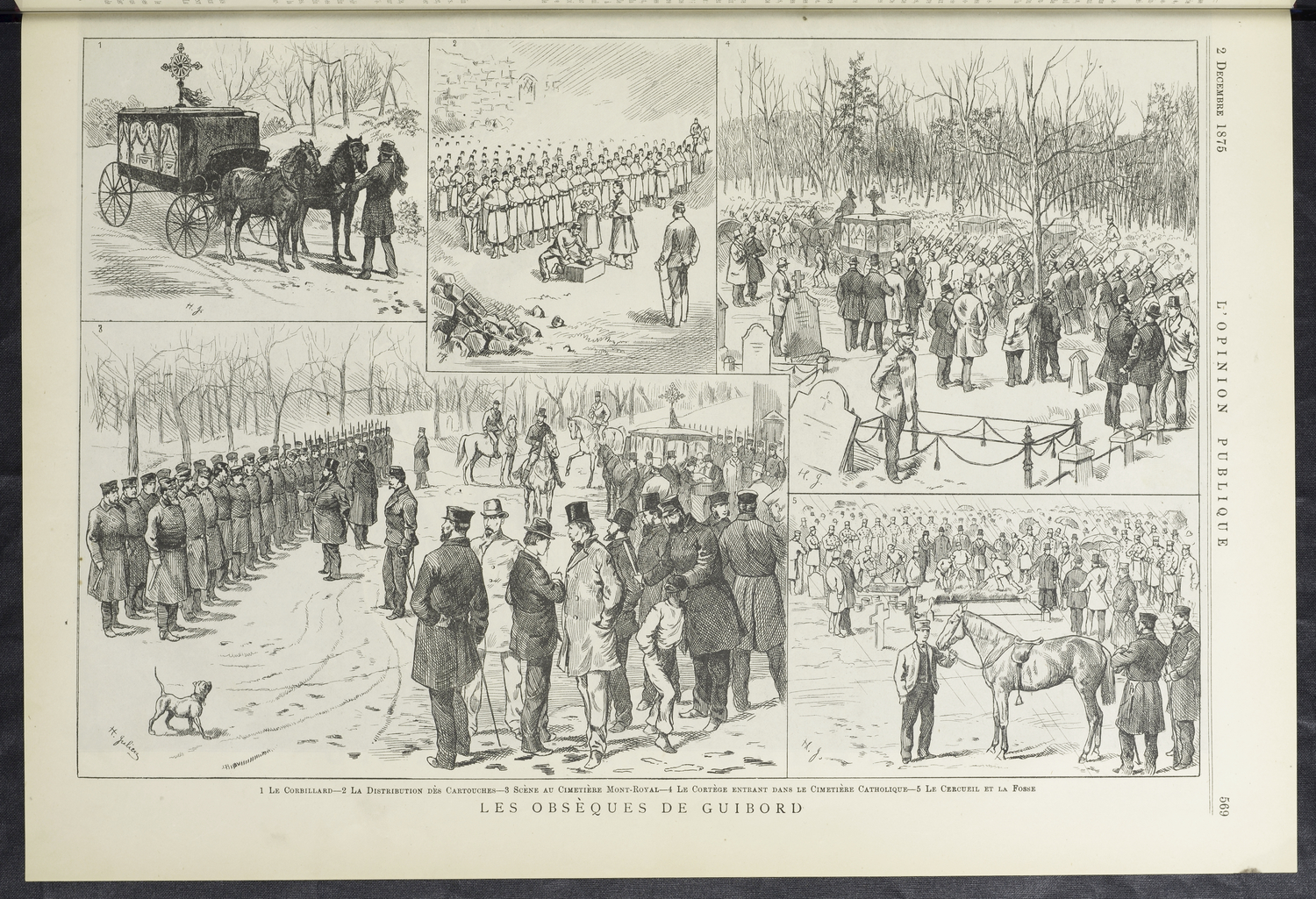
Illustrations d'Henri Julien, parues dans L'Opinion publique le 2 décembre 1875, représentant les obsèques de Joseph Guibord.

L'enterrement de Guibord est d'abord prévu le 2 septembre 1875. Une manifestation, qui tourne à l'émeute, en force le report. Le 16 novembre 1875, les restes de la dépouille de Guibord, qui depuis le décès se trouvaient au cimetière protestant Mont-Royal, sont inhumés au cimetière catholique Notre-Dame-des-Neiges, sous escorte policière et militaire. Du ciment est coulé sur la tombe pour éviter qu’elle ne soit profanée. Cette affaire a fait de Guibord un des symboles de la laïcité au Québec.

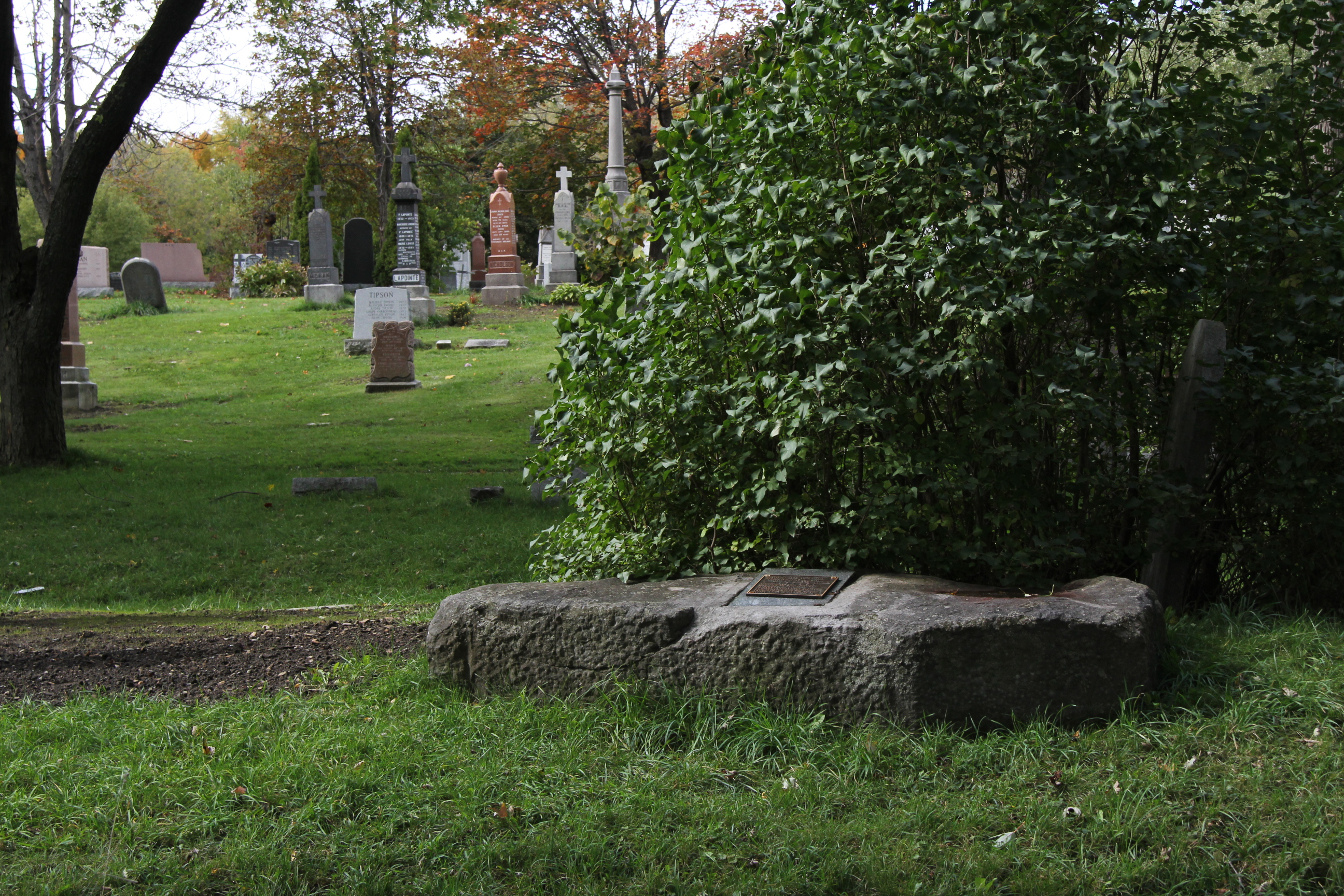
Pierre tombale au cimetière Notre-Dame-des-Neiges
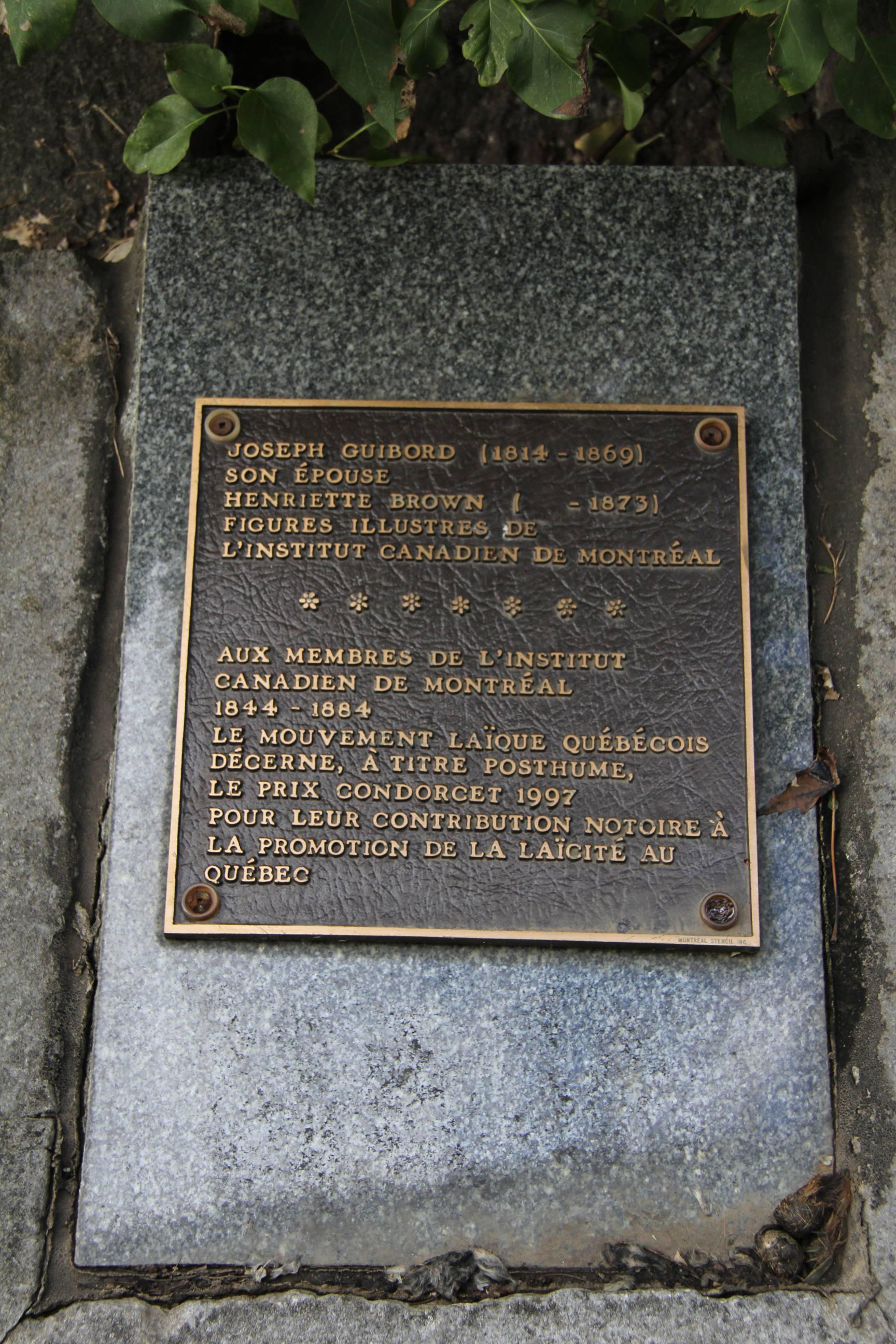

Plusieurs ouvrages ont traité de ce conflit important entre Guibord et le clergé dont L'Institut canadien et l'affaire Guibord de Théophile Hudon en 1938, Le Procès Guibord ou l'interprétation des restes de Robert Hébert en 1992 et Joseph Guibord, victime expiatoire de l’évêque Bourget d'Adrien Thério publié en 2000.

## Honneurs
À Montréal, deux endroits rappellent la mémoire de Joseph Guibord : la rue Gilford et l'avenue Joseph-Guibord. L'avenue Joseph-Guibord a été nommée en son honneur le 29 octobre 1987.

### Une erreur toponymique
« Le nom Gilford est une déformation du patronyme Guibord. Ce dernier nom fut mal transcrit sur les plans de Montréal préparés par Henry W. Hopkins en 1879; cette erreur fut reproduite par la suite sur d'autres plans. »